# Mittelmeerspiele 2022/Turnen
Bei den Mittelmeerspielen 2022 in Oran, Algerien, fanden vom 26. bis 29. Juni insgesamt 14 Wettbewerbe im Turnen statt, davon acht bei den Männern und sechs bei den Frauen. Austragungsort war die Olympic Complex Omnisport Hall.

## Bilanz

### Medaillenspiegel
| Platz  | Land       | Gold | Silber | Bronze | Gesamt |
| ------ | ---------- | ---- | ------ | ------ | ------ |
| 1      | Italien    | 7    | 7      | 2      | 16     |
| 2      | Türkei     | 5    | 3      | 3      | 11     |
| 3      | Kroatien   | 1    | 1      | —      | 2      |
| 4      | Zypern     | 1    | —      | 1      | 2      |
| 5      | Frankreich | —    | 2      | 5      | 7      |
| 6      | Spanien    | —    | 1      | 1      | 2      |
| 7      | Ägypten    | —    | —      | 1      | 1      |
| 7      | Portugal   | —    | —      | 1      | 1      |
| Gesamt | Gesamt     | 14   | 14     | 14     | 42     |

### Medaillengewinner
Männer
| Disziplin            | Gold                                                                 | Silber                                                                             | Bronze                                                                                 |
| -------------------- | -------------------------------------------------------------------- | ---------------------------------------------------------------------------------- | -------------------------------------------------------------------------------------- |
| Barren               | Ferhat Arıcan                                                        | Matteo Levantesi                                                                   | Cameron-Lie Bernard                                                                    |
| Boden                | Nicola Bartolini                                                     | Ahmet Önder                                                                        | Adem Asil                                                                              |
| Pauschenpferd        | Mateo Žugec                                                          | Jakov Vlahek                                                                       | Ferhat Arıcan                                                                          |
| Reck                 | Marios Georgiou                                                      | Adem Asil                                                                          | Ahmet Önder                                                                            |
| Ringe                | İbrahim Çolak                                                        | Adem Asil                                                                          | Ali Zahran                                                                             |
| Sprung               | Adem Asil                                                            | Nicola Bartolini                                                                   | Matteo Levantesi                                                                       |
| Einzelmehrkampf      | Adem Asil                                                            | Joel Plata                                                                         | Marios Georgiou                                                                        |
| Mannschaftsmehrkampf | TürkeiFerhat Arıcan Adem Asil İbrahim Çolak Sercan Demir Ahmet Önder | ItalienNicola Bartolini Lorenzo Casali Lay Giannini Matteo Levantesi Marco Lodadio | FrankreichCameron-Lie Bernard Edgar Boulet Mathias Philippe Léo Saladino Julien Saleur |

Frauen
| Disziplin            | Gold                                                                           | Silber                                                                                     | Bronze                                                                            |
| -------------------- | ------------------------------------------------------------------------------ | ------------------------------------------------------------------------------------------ | --------------------------------------------------------------------------------- |
| Boden                | Asia D’Amato                                                                   | Martina Maggio                                                                             | Morgane Osyssek-Reimer                                                            |
| Schwebebalken        | Martina Maggio                                                                 | Asia D’Amato                                                                               | Carolann Héduit                                                                   |
| Sprung               | Asia D’Amato                                                                   | Morgane Osyssek-Reimer                                                                     | Angela Andreoli                                                                   |
| Stufenbarren         | Giorgia Villa                                                                  | Martina Maggio                                                                             | Ana Filipa Martins                                                                |
| Einzelmehrkampf      | Martina Maggio                                                                 | Asia D’Amato                                                                               | Carolann Héduit                                                                   |
| Mannschaftsmehrkampf | ItalienAngela Andreoli Alice D’Amato Asia D’Amato Martina Maggio Giorgia Villa | FrankreichLorette Charpy Carolann Héduit Djenna Laroui Morgane Osyssek-Reimer Célia Serber | SpanienLaura Casabuena Emma Fernández Lorena Medina Alba Petisco Claudia Villalba |